# Юмагузинский район
Юмагузинский район (баш. Йомағужа районы) находился на юге БАССР, граничил на севере с Мелеузовским районом, на северо-востоке — с Бурзянским, на юго-востоке — с Кугарчинским, на юго-западе — с Оренбургской областью, на западе — с Куюргазинским районом. Образован 3 февраля 1935 в результате разделения Мелеузовского и Мраковского р-нов БАССР. Упразднён 1 февраля 1963, территория вошла в состав Мелеузовского района, в 1965 — Кугарчинского района. Площадь — 1935 км². Районный центр — с. Юмагузино. В районе было 9 сельских советов, 91 сельский населённый пункт.
Население — 21,4 тыс. чел. (1959), преобладали башкиры и русские. Основу экономики составляло сельское хозяйство, специализировавшееся на разведении крупного рогатого скота мясо-молочного направления, выращивании зерновых культур. Было 24 колхоза, 66 общеобразовательных школ (в том числе 3 средних), центральная районная больница, ДК, 7 клубных учреждений, библиотека. Издавалась газета «Ударсы».
В 1938 году, когда прошли выборы в первый созыв Верховного Совета БАССР, от Юмагузинского района был избран Гимаев, Шаих Гимаевич, редактор газеты «Кызыл Башкортостан».